# Irmengard II. von Scharfstedt
Irmengard II. von Scharfs(t)edt (* 1670; † 5. Juni 1733 auf Frauenwörth) war eine deutsche Benediktinerin. Von 1702 bis 1733 war sie Äbtissin des Klosters Frauenchiemsee, das auch als Frauenwörth bezeichnet wird.

## Leben
Irmengard von Scharfs(t)edt  trat 1686 in das Kloster ein. Nach dem Tod von Äbtissin  Maria Abundantia Theresia von Griming am 2. Januar 1702 wurde Irmengard zur Äbtissin gewählt. Im Jahr 1703 mussten im Spanischen Erbfolgekrieg die Nonnen des Klosters von der Fraueninsel nach Salzburg in das Kloster Nonnberg fliehen. Nach ihrer Rückkehr setzte unter Äbtissin Irmengard II. von Scharfstedt wie vielerorts eine rege Bautätigkeit ein. Neue Klostergebäude wurden 1728 bis 1732 errichtet; die gotische Kirche war bereits vorher in barockem Stil umgestaltet worden. Lediglich der Kirchturm und die karolingische Torhalle blieben unverändert erhalten. Irmengard starb am 5. Juni 1733 auf Frauenwörth und ist auf der Insel begraben.